# George Ferguson (arkitekt)
George Robin Paget Ferguson, CBE, PPRIBA (tidigare presedent vid Royal Institute of British Architects), RWA, född 22 mars 1947 i Winchester i Hampshire, är en brittisk arkitekt och sedan 16 november 2012 borgmästare i Bristol, Storbritannien. Han har som arkitekt gjort stora bidrag inom stadsplanering, design och arkitektur i sydvästra delen av England och i Europa.

## Arkitektkarriär
George Ferguson utbildade sig till arkitekt på University of Bristol 1965–71.

## Borgmästare
Den 16 november 2012 blev George Ferguson Bristols första valda borgmästare. I valet besegrade han Labourkandidaten med mer än 6000 röster.